# Пасаргада
Пасаргад (на персийски: پاسارگاد) е древна столица на Кир Велики от Ахеменидската династия, основана през 6 век пр. Хр. в близост до мястото на победната битка на Кир Велики срещу Астиаг и медите (550).
Днес е археологически обект, разположен в близост до град Шираз, и е включен в Списъка на световното културно и природно наследство на ЮНЕСКО.
Гробницата на Кир Велики се намира в Пасаргад, както и останките от тази на сина му и негов наследник Камбис II. Пасаргад остава персийска столица, докато Камбис II я премества в Суза. По-късно Дарий I основава друга в Персеполис.
Археологическият обект обхваща 1.6 кв. км и включва структура, за която се смята, че е мавзолеят на Кир, крепостта Тол-е Тахт, разположена на върха на близкия хълм, останките от два царски двореца и градини.
Персийската градина на Пасаргад е най-ранният известен пример за Чехарбаг (персийско и ислямско четиристранно оформление на градината, базирано на четирите градини на Рая, споменати в Корана).
Инженерите на Ахеменидската династия са построили Пасаргад, така че да бъде устойчив на тежки земетресения.